# Seznam britanskih hokejistov na ledu
Seznam britanskih hokejistov na ledu.

## C
- David Clarke
- Gary Clarke
- Russell Cowley

## E
- Mike Ellis

## H
- Tony Hand
- Jason Hewitt

## J
- Leigh Jamieson
- Shaun Johnson

## L
- Mark Lee
- Marc Levers
- David Longstaff
- Stevie Lyle

## M
- Matt Meyers
- Paul Moran
- Stephen Murphy
- Danny Myers

## O
- Greg Owen

## P
- James Pease
- David Phillips
- Jonathan Phillips

## R
- Nathan Rempel
- Mark Richardson

## S
- Paul Sample
- Colin Shields

- Warren Tait
- Ashley Tait
- Paul Tait
- Mark Thomas

## W
- Graeme Walton
- Tom Watkins
- Jonathan Weaver